# Kazimierz Kownacki
Kazimierz Kownacki herbu Ślepowron (ur. ok. 1753, zm. 6 kwietnia 1828 w Latkowie) – rotmistrz chorągwi 2. Brygady Kawalerii Narodowej w 1792 roku.

## Życiorys
Kazimierz Kownacki był rotmistrzem chorągwi 2. Brygady Kawalerii Narodowej w 1792 roku, tego samego roku został kawalerem Orderu Świętego Stanisława. 

### Życie prywatne
Około roku 1790 wziął ślub z Teodorą hr. Dąmbską herbu Godziemba. Mieli razem dwójkę dzieci; Teresę i Kazimierza.